# Meissel-Mertens-Konstante
Die Meissel-Mertens-Konstante (nach Ernst Meissel und Franz Mertens) ist eine mathematische Konstante. Ähnlich wie die Summe der reziproken natürlichen Zahlen
{\displaystyle \sum _{k=1}^{n}{\frac {1}{k}}} (harmonischen Reihe) wächst auch die Summe der reziproken Primzahlen {\displaystyle \sum _{p\in \mathbb {P} }^{n}{\frac {1}{p}}} unbeschränkt (hierbei beschreibt {\displaystyle \mathbb {P} } die Menge aller Primzahlen). D. h. beide Summen werden für zunehmende Gliederzahl n beliebig groß. Das genaue asymptotische Wachstum wird durch die beiden Grenzwerte beschrieben:
{\displaystyle \gamma =\lim _{n\to \infty }\left(\sum _{k=1}^{n}{\frac {1}{k}}-\ln n\right),\qquad M:=\lim _{n\to \infty }\left(\sum _{{p\in \mathbb {P} } \atop {p\leq n}}{\frac {1}{p}}-\ln(\ln n)\right)}
Hierbei ist {\displaystyle \gamma } die Euler-Mascheroni-Konstante und {\displaystyle M} die Meissel-Mertens-Konstante. Die Summe aller reziproken Primzahlen zwischen 2 und n wächst also asymptotisch so wie der verschachtelte Logarithmus {\displaystyle \ln(\ln n)\ }.
Sie tritt hauptsächlich in der Zahlentheorie und Funktionentheorie auf. Es bestehen zahlreiche Zusammenhänge mit anderen mathematischen Konstanten und Reihen. Beispielsweise:
{\displaystyle M=\gamma +\sum _{p\in \mathbb {P} }\left[\ln \left(1-{\frac {1}{p}}\right)+{\frac {1}{p}}\right]}
{\displaystyle M=\gamma +\sum _{k=2}^{\infty }{\frac {\mu (k)}{k}}\ln {\bigg (}\zeta (k){\bigg )}}
Hierbei ist {\displaystyle \mu (n)} die Möbiusfunktion und {\displaystyle \zeta (n)} die Riemannsche Zetafunktion.
Der numerische Wert der Meissel-Mertens-Konstante ist
{\displaystyle M=0{,}26149\;72128\;47642\;78375\;54268\;38608\;69585\;90515\;66648\;26119\ldots } (Folge A077761 in OEIS)